# 2MASS J01282664-5545343
2MASS J01282664-5545343 ist ein Brauner Zwerg im Sternbild Kleine Wasserschlange. Er wurde 2007 von Tim R. Kendall et al. entdeckt. Er gehört der Spektralklasse L1 an. Seine Position verschiebt sich aufgrund seiner Eigenbewegung jährlich um 0,29 Bogensekunden. 